# Takuma Takeda
Takuma Takeda (武田 拓真 Takeda Takuma?), född 12 oktober 1995 i Wakayama prefektur, är en japansk fotbollsspelare.
Takeda började sin karriär 2018 i Fagiano Okayama.